# Ernst Pflaumer
Ernst Pflaumer (* 17. Dezember 1905 in Röthenbach an der Pegnitz; † 17. März 1985 in Hersbruck) war ein deutscher Maler und Museumsleiter.

## Leben
Er studierte 1922 bis 1927 bei Rudolf Schiestl an der Kunstgewerbeschule Nürnberg und anschließend bei Hans Meid an der Berliner Akademie. Er unternahm Kunstreisen nach Italien, Paris und andernorts. Als Maler und Graphiker war er seit 1931 mit Ausnahme der Kriegsjahre ununterbrochen in Hohenstadt an der Pegnitz in Mittelfranken tätig. Seine Motive nahm er als heimatverbundener und naturliebender Mensch überwiegend aus der Mittelgebirgslandschaft des Fränkischen Jura und verarbeitete sie in Aquarellen, Lithographien, Ölbildern und – als sein künstlerischer Schwerpunkt – in Ätzradierungen.
Der Künstler war zudem jahrelang Leiter des Deutschen Hirtenmuseums in Hersbruck und hat in dieser Eigenschaft einen Museumsführer geschrieben. In diesem Museum konnte er auch im Alter, 1980, 50 eigene Werke ausstellen. Schon vorher beteiligte er sich an Ausstellungen in verschiedenen Städten und gab sein Wissen insbesondere über die Kunst der Ätzradierung in Kursen weiter.
Werke von ihm gehören zum Grundstock des im Jahr 2000 gegründeten Kunstmuseums Hersbruck.

## Ausstellungen
- 1938: München, Große Deutsche Kunstausstellung[1]
- 1953: Dresden, Dritte Deutsche Kunstausstellung[2]
- 2017: Kunstmuseum Hersbruck – Die Verschollenen – Eine Dokumentation des Freskos am Hersbrucker Rathaus (1937–1945) und Werke aus verschiedenen Sammlungen (21. September bis 17. Dezember 2017)[3]